# Twann-Tüscherz
Twann-Tüscherz (fr. Douanne-Daucher) – gmina (niem. Einwohnergemeinde) w Szwajcarii, w kantonie Berno, w regionie administracyjnym Seeland, w okręgu Biel/Bienne. Leży nad jeziorem Bielersee. Powstała 1 stycznia 2010 z połączenia gmin Tüscherz-Alfermée oraz Twann.

## Demografia
W Twann-Tüscherz mieszkają 1193 osoby. W 2020 roku 13,9% populacji gminy stanowiły osoby urodzone poza Szwajcarią.

## Transport
Przez teren gminy przebiega droga główna nr 5.